# Gracjan Szadziński
Gracjan Szadziński (ur. 2 listopada 1989 w Stargardzie) – polski zawodnik MMA wagi lekkiej. Medalista mistrzostw Polski, turniejów krajowych i międzynarodowych w boksie i kick-boxingu (formuła K-1). Znany z walk dla KSW oraz Babilon MMA.

## Przeszłość sportowa
Przed rozpoczęciem kariery w MMA związany z boksem i kick-boxingiem (w formule K-1). Stoczył łącznie ponad 100 walk w boksie amatorskim oraz 7 zawodowych w K-1, sięgając po medale mistrzostw Polski czy imprez międzynarodowych zarówno w boksie, jak i K-1.
Uzyskał Certyfikat Instruktora Boksu wydany przez Warszawską Akademię Sportu.

## Kariera MMA

### Wczesna kariera
Szadziński rozpoczął zawodową karierę w MMA w 2013 roku, nokautując kopnięciem na głowę w pierwszej rundzie Karola Frączeka na gali MMA Knockout 1.
W swojej drugiej walce na ArMMAgedon 1, 7 września 2013 zwyciężył kontrowersyjną, większościową decyzją sędziów z Mikołajem Walenciakiem.
30 listopada 2013 na Fight Night Lobez znokautował ciosem na korpus w pierwszej rundzie Krystiana Bukowiaka.
Pierwszej porażki doznał w marcu 2014 roku, gdzie przegrał na punkty z Bartłomiejem Koperą.

### Początki w KSW i walka dla Babilon MMA
W pierwszej walce dla polskiego giganta wszedł na zastępstwo za schorowanego Marifa Pirajewa przeciwko Kamilowi Szymuszowskiemu na KSW 38, 7 kwietnia 2017. Po trzech rundach zaciętego pojedynku przegrał na punkty większościową decyzją sędziów. Mimo porażki otrzymał bonus za występ wieczoru, za opór jaki postawił rywalowi.
18 sierpnia 2017 roku stoczył jednorazową walkę dla nowo powstałej organizacji Babilon MMA, w której zmierzył się z Leonid Smirnovem. Zwyciężył przez TKO w pierwszej rundzie.

### Dalsze walki w KSW
23 grudnia 2017 roku na ostatniej gali KSW w 2017 roku zmierzył się z Maciejem Kazieczko. Terminator zadał rywalowi pierwszą porażkę w karierze, nokautując go sekundę przed zakończeniem pierwszej odsłony starcia. Niecałe sześć miesięcy później, na gali KSW 44 znokautował w drugiej rundzie Irlandczyka, Paula Redmonda. Szadziński za spektakularny nokaut na Redmondzie został dodatkowo nagrodzony „Heraklesem” w kategorii Nokaut roku 2018.
Po serii trzech wygranych z rzędu, 27 kwietnia 2019 na gali KSW 48 stoczył walkę z Marianem Ziółkowskim. Mimo pozycji faworyta przegrał jednogłośną decyzją sędziów.
Oczekiwano, że 21 marca na KSW 53 w Atlas Arenie dojdzie do rewanżu Szadzińskiego z Bartłomiejem Koperą. Z powodu odwołania gali zaplanowanej na ten termin nowym rywalem Szadzińskiego został były mistrz wagi piórkowej, Artur Sowiński. W pierwszej rundzie musiał uznać wyższość bardziej doświadczonego rywala, z którym przegrał przez techniczny nokaut.
Po ponad rocznej przerwie zmierzył się z włoskim kickbokserem, Francesco Moriccą. Starcie, które zostało zakontraktowane w limicie umownym do 73 kilogramów odbyło się na KSW 66 w Szczecinie. Zwyciężył przez nokaut w drugiej rundzie, wracając tym samym na zwycięskie tory. Po walce wielu kibiców i ekspertów było zdziwionych postawą i taktyką Włocha w tej walce. Kilka dni po gali Szadziński został nagrodzony bonusem za najlepszy nokaut wieczoru gali.
Podczas gali KSW 76, która odbyła się 12 listopada 2022 w hali widowiskowo-sportowej w Grodzisku Mazowieckim skrzyżował rękawice z byłym mistrzem Eagles FC, Valeriu Mirceą. W pierwszej rundzie Szadziński został znokautowany potężnym prawym sierpowym.
13 maja 2023 na gali KSW 82: Hooi vs. Grzebyk w warszawskim studiu ATM doszło do walki Szadzińskiego z powracającym do federacji Francuzem, Wilsonem Varelą. Przegrał przez TKO w pierwszej odsłonie, po otrzymaniu od Vareli mocnego kolana na szczękę, a kolejno następnych uderzeń kończących przez sędziego tę walkę.

### Niedoszły powrót do Babilon MMA
We wrześniu 2023 roku ogłoszono, że Szadziński ponownie związał się z federacją Babilon MMA, dla której w powrocie miał zmierzyć się z Gruzinem, Niką Kupravishvilim. Pojedynek zakontraktowano na termin 7 października 2023 podczas gali Babilon MMA 40 w Kopalni Soli „Wieliczka”. Ostatecznie do walki nie doszło.

### Clout MMA i Fame MMA
W maju 2024 roku ogłoszono, że podpisał kontrakt z federacją typu freak fight – Clout MMA. 8 czerwca 2024 w katowickim Spodku stoczył walkę z byłym zawodnikiem UFC, Salimem Touahrim. Starcie zawodników odbyło się na zmodyfikowanych zasadach organizacji Pride FC, m.in. dozwolone były: uderzenia łokciami, stompy (deptanie leżącego przeciwnika) oraz soccer kicki (kopanie leżącego przeciwnika w głowę). W drugiej rundzie został znokautowany przez rywala ciosem prawym prostym.
W styczniu 2025 roku, federacja typu freak fight, Fame MMA, ogłosiła udział Szadzińskiego w turnieju Underground Championship w wadze open (bez limitu kg), który rozegrał się 8 lutego 2025 na wydarzeniu Fame 24: Underground. Formułą turnieju były zasady MMA, jednak walka w parterowej pozycji mogła trwać tylko 15 sekund, po czym zostanie przeniesiona do stójkowej pozycji. Dodatkowo zawodnicy zamiast walki w oktagonie walczyli na specjalnej arenie w tzw. „basenie”. Szadziński w pierwszym etapie ćwierćfinałowym zawalczył z Alanem Kwiecińskim, którego znokautował ciosami w pierwszej rundzie. W ćwierćfinałowej walce zmierzył się z Piotrem Hallmannem, którego pokonał jednogłośnie na punkty po pierwszej rundzie. Pierwotnie w tym etapie miał spotkać się Denisem Załęckim, jednak ten w wyniku kontuzji musiał zrezygnować z udziału w turnieju. Szadziński finałową walke stoczył z Alberto Simao, z którym przegrał przez nokaut kopnięciami na wątrobę.

## Walka na niestandardowych zasadach

### Fame MMA
Na początku grudnia 2024 poinformowano, że zawalczy dla innej federacji typu freak fight, Fame MMA. Podczas gali Fame 23, która odbyła się 7 grudnia 2024 w Łodzi, stoczył walkę przeciwko dwóm zawodnikom. Było to starcie dwóch na jednego w formule MMA. Przegrał w pierwszej rundzie przez techniczny nokaut.

## Boks na gołe pięści

### Genesis
23 października 2020 roku stoczył pierwszą walkę w formule boksu na gołe pięści z możliwością używania łokci, podczas pierwszej gali nowo powstałej organizacji Genesis. W drugiej rundzie w efektownym stylu znokautował swojego rywala ciosem na wątrobę.

## Powrót do kick-boxingu

### Strike King
W listopadzie 2023 roku ogłoszono, że Szadziński podpisał kontrakt z nowo powstałą organizacją kick-bokserską Strike King. 13 stycznia 2024 w Kopalni Soli „Wieliczka” podczas pierwszej edycji gali Strike King zmierzył się przeciwko Łukaszowi Rajewskiemu na zasadach K-1 w małych rękawicach (rękawice 8 uncjowe). Przegrał jednogłośną decyzją sędziów po trzech rundach.
Drugą walkę dla Strike King miał stoczyć 1 lutego 2025 w Trzebnicy na gali Strike King 4, jednak do jego występu ostatecznie nie doszło.

## Osiągnięcia

### Mieszane sztuki walki
- Konfrontacja Sztuk Walki
  - Bonus za nokaut wieczoru (raz) vs. Francesco Moricca (2022)[25]
  - Bonus za występ wieczoru (raz) vs. Kamil Szymuszowski (2017)[10]
- Fame MMA
  - 2025: Finalista turnieju Underground Championship[39]
- Herakles
  - 2019: Herakles w kategorii Nokaut roku z 2018 vs. Paul Redmond (2018)[15]

## Lista zawodowych walk w MMA
| Wynik     | Bilans | Przeciwnik (bilans przed walką) | Rozstrzygnięcie                           | Runda | Czas | Rozgrywki                        | Data       | Miejsce             | Uwagi |
| --------- | ------ | ------------------------------- | ----------------------------------------- | ----- | ---- | -------------------------------- | ---------- | ------------------- | --- |
| Przegrana | 11-8   | Alberto Simao (1-1)             | KO (kopnięcia na wątrobę)                 | 1     | 0:17 | Fame 24: Underground             | 08.02.2025 | Warszawa            | Finał turnieju Underground Championship open (bez limitu kg). Specjalne zasady: Limit 15 sekund parteru, walka w arenie „basenie”.               |
| Wygrana   | 11-7   | Piotr Hallmann (19-8)           | Decyzja (jednogłośna)                     | 1     | 5:00 | Fame 24: Underground             | 08.02.2025 | Warszawa            | Półfinał turnieju Underground Championship open (bez limitu kg). Specjalne zasady: Limit 15 sekund parteru, walka w arenie „basenie”.            |
| Wygrana   | 10-7   | Alan Kwieciński (3-6)           | TKO (ciosy pięściami w parterze)          | 1     | 0:37 | Fame 24: Underground             | 08.02.2025 | Warszawa            | Ćwierćfinał turnieju Underground Championship w wadze open (bez limitu kg). Specjalne zasady: Limit 15 sekund parteru, walka w arenie „basenie”. |
| Przegrana | 9-7    | Salim Touahri (10-4)            | KO (prawy prosty)                         | 2     | 1:22 | Clout MMA 5: AJ Challenge        | 08.06.2024 | Katowice            | Walka na zmodyfikowanych zasadach organizacji Pride FC. Dozwolone łokcie, soccer kicki oraz stompy.                                              |
| Przegrana | 9-6    | Wilson Varela (8-5)             | TKO (kolano i ciosy pięściami)            | 1     | 4:28 | KSW 82: Hooi vs. Grzebyk         | 13.05.2023 | Warszawa            | |
| Przegrana | 9-5    | Valeriu Mircea (26-8-1)         | KO (prawy sierpowy)                       | 1     | 1:39 | KSW 76: Parnasse vs. Rajewski    | 12.11.2022 | Grodzisk Mazowiecki | |
| Wygrana   | 9-4    | Francesco Moricca (9-5-1)       | KO (lewy sierpowy)                        | 2     | 1:58 | KSW 66: Ziółkowski vs. Mańkowski | 15.01.2022 | Szczecin            | Limit umowny do 73 kg. Bonus za nokaut wieczoru.                                                                                                 |
| Przegrana | 8-4    | Artur Sowiński (20-11)          | TKO (kolana i ciosy pięściami w parterze) | 1     | 2:04 | KSW 53: Reborn                   | 11.07.2020 | Warszawa            | |
| Przegrana | 8-3    | Marian Ziółkowski (20-7-1)      | Decyzja (jednogłośna)                     | 3     | 5:00 | KSW 48: Szymański vs. Parnasse   | 27.04.2019 | Lublin              | |
| Wygrana   | 8-2    | Paul Redmond (14-6)             | KO (prawy sierpowy i ciosy młotkowe)      | 2     | 1:36 | KSW 44: The Game                 | 09.06.2018 | Gdańsk/Sopot        | Herakles w kategorii Nokaut roku z 2018 (nagroda przyznana w 2019 roku)                                                                          |
| Wygrana   | 7-2    | Maciej Kazieczko (3-0)          | KO (lewy sierpowy i ciosy pięściami)      | 1     | 4:59 | KSW 41: Mańkowski vs. Soldić     | 23.12.2017 | Katowice            | |
| Wygrana   | 6-2    | Leonid Smirnov (1-2)            | TKO (ciosy pięściami)                     | 1     | 3:58 | Babilon MMA 1: Seaside Fight     | 18.08.2017 | Międzyzdroje        | Debiut w Babilon MMA. Co-Main Event |
| Przegrana | 5-2    | Kamil Szymuszowski (15-4)       | Decyzja (większościowa)                   | 3     | 5:00 | KSW 38: Live in Studio           | 07.04.2017 | Sękocin Nowy        | Debiut w KSW. Bonus za występ wieczoru. |
| Wygrana   | 5-1    | Aslambek Arsamikov (4-1)        | Decyzja (większościowa)                   | 3     | 5:00 | Spartan Fight 6                  | 17.12.2016 | Płock               | |
| Wygrana   | 4-1    | Marcin Jabłoński (3-0)          | TKO (ciosy pięściami)                     | 1     | 4:43 | XCage 9 / PLMMA 65 – Torun       | 09.04.2016 | Toruń               | |
| Przegrana | 3-1    | Bartłomiej Kopera (2-2)         | Decyzja (niejednogłośna)                  | 3     | 5:00 | Arena Berserkerów 5              | 01.03.2014 | Stargard            | |
| Wygrana   | 3-0    | Krystian Bukowiak (0-0)         | KO (cios na korpus)                       | 1     | 1:14 | FNL – Fight Night Lobez          | 30.11.2013 | Łobez               | |
| Wygrana   | 2-0    | Mikołaj Walenciak (1-0)         | Decyzja (większościowa)                   | 2     | 5:00 | ArMMAgedon 1                     | 07.09.2013 | Stargard            | |
| Wygrana   | 1-0    | Karol Frączek (0-0)             | KO (kopnięcie na głowę)                   | 1     | 2:14 | MMA Nokaut 1                     | 15.06.2013 | Stargard            | |

## Lista walk w boksie na gołe pięści
| Wynik   | Bilans | Przeciwnik (bilans przed walką) | Rozstrzygnięcie      | Runda | Czas | Rozgrywki                    | Data       | Miejsce | Uwagi                   |
| ------- | ------ | ------------------------------- | -------------------- | ----- | ---- | ---------------------------- | ---------- | ------- | ----------------------- |
| Wygrana | 1-0    | Jan Široký (0-0)                | KO (cios na wątrobę) | 2     | 1:53 | Genesis 1: Różal vs. Barnett | 23.10.2020 | Łódź    | Limit umowny do -73 kg. |

## Lista walk w kick-boxingu (niepełna)
| Wynik     | Bilans | Przeciwnik          | Rozstrzygnięcie       | Runda | Czas | Rozgrywki                            | Data       | Miejsce    | Uwagi                        |
| --------- | ------ | ------------------- | --------------------- | ----- | ---- | ------------------------------------ | ---------- | ---------- | ---------------------------- |
| Przegrana | ?      | Łukasz Rajewski     | Decyzja (jednogłośna) | 3     | 3:00 | Strike King 1                        | 13.01.2024 | Wieliczka  | K-1. Co-Main Event           |
| Przegrana | ?      | Artem Woskobojnikow | KO                    | 3     | ?    | Gala Sportów Walki w Międzychodzie 6 | 17.10.2015 | Międzychód | K-1. Limit umowny do -75 kg. |